# 青柳守城
青柳 守城（あおやぎ もりき、1934年12月15日- ）は、日本の経営者。住友金属鉱山社長を務めた。

## 来歴・人物
愛知県出身。1958年に早稲田大学第一政治経済学部政治学科を卒業し、同年に住友金属鉱山に入社。1988年に取締役に就任し、1991年6月に常務、1993年6月に専務を経て、1995年6月に社長に就任。2000年に茨城県東海村での臨界事故で、JCOの親会社としての責任を取る形で社長を引責辞任。